# Dunajov
Dunajov es un municipio del distrito de Čadca en la región de Žilina, Eslovaquia, con una población estimada a final del año 2024 de 1105 habitantes.
Se encuentra ubicado al noroeste de la región, cerca del curso alto del río Váh (cuenca hidrográfica del Danubio) y de la frontera con la República Checa y Polonia.

## Demografía
| Año        | 1994 | 2004    | 2014     | 2024    |
| ---------- | ---- | ------- | -------- | ------- |
| Población  | 907  | 914     | 1187     | 1105    |
| Diferencia |      | +0,77 % | +29,86 % | −6,90 % |

| Año        | 2023 | 2024    |
| ---------- | ---- | ------- |
| Población  | 1104 | 1105    |
| Diferencia |      | +0,09 % |